# María Amparo Carbonell Muñoz
María Amparo Carbonell Muñoz (ur. 9 listopada 1893, zm. 6 września 1936) – hiszpańska salezjanka, męczennica, błogosławiona Kościoła katolickiego.
Wstąpiła do klasztoru Córek Maryi Wspomożycielki. Została zamordowana 6 września 1936 roku w czasie wojny domowej w Hiszpanii.
Beatyfikował ją w grupie Józef Aparicio Sanz i 232 towarzyszy Jan Paweł II w dniu 11 marca 2001 roku.